# Anacharsis

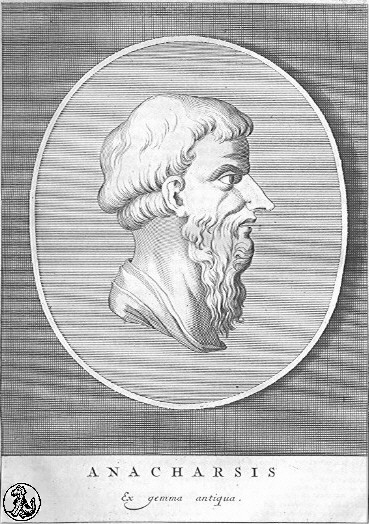
Neuzeitliches Phantasiebild des Anacharsis

Anacharsis (altgriechisch Ἀνάχαρσις Anácharsis) ist ein sagenumwobener Skythe, der zu Solons Zeiten (um 600 v. Chr.) eine Entdeckungsreise durch Griechenland unternommen haben soll. Trotz seiner barbarischen Abstammung wurde er mitunter zu den Sieben Weisen gezählt und gilt als Vorsokratiker.

## Die Überlieferung über Anacharsis
Herodot erzählt in seinen Historien, Anacharsis sei Bruder des skythischen Königs Saulios gewesen und habe ein sanftes Wesen und Wissbegierde besessen – im Gegensatz zu seinem von den Griechen stets als primitiv und kulturfeindlich beschriebenen Volk. Seine Neugier habe ihn lange Reisen unternehmen lassen, die ihn auch nach Griechenland führten. Strabo nennt ihn als den Erfinder des zweiflunkigen Ankers, häufig wird ihm auch die Erfindung der Töpferscheibe zugeschrieben. Herodot bemerkt, dass er bei den Skythen selbst keine Überlieferung über Anacharsis vorfand, und so dürfte seine Gestalt (weitgehend) mythisch sein.
Herodot setzt Anacharsis als bekannte Persönlichkeit voraus und berichtet, dass dieser nach seiner Rückkehr aus Griechenland von seinem königlichen Bruder Saulios mit einem Pfeil getötet worden sei, weil er in Hylaia einen griechischen Mysterienkult zelebriert habe. Diogenes Laertios schildert Anacharsis als geistreichen und schlagfertigen Skythen, der in seiner rückständigen Heimat Opfer seines Philhellenismus geworden sei. Er berichtet ferner von Anacharsis’ Begegnung mit Solon und erwähnt Bildsäulen von ihm sowie zahlreiche ihm zugeschriebene Sinnsprüche (50 Apophthegmata). Ephoros von Kyme soll Anacharsis zu den „Sieben Weisen“ gezählt haben. Auch andere Autoren überliefern Sentenzen, die Anacharsis zugeschrieben werden. 
In der Antike kursierten fiktive Briefe des Anacharsis (zehn Pseudepigraphen), die ihn als bedürfnislosen „edlen Wilden“ und Muster kynischer Lebensart darstellen. Cicero zitiert einen dieser Briefe in seinen Gesprächen in Tusculum.

## Literarische Adaptionen
Name und Gestalt des Anacharsis wurden in der späteren Geistesgeschichte immer wieder zur Kennzeichnung eines vorurteilslosen, kritischen Zeitgenossen verwendet. Lukian von Samosata setzte ihn als Sprecher in seinem spöttischen Dialog Anacharsis über das antike Sportwesen ein.
An die Figur des Anacharsis knüpft im 18. Jahrhundert die literarische Fiktion des „jüngeren Anacharsis“ an. Der Abbé und Gelehrte Jean-Jacques Barthélemy machte ihn zum Helden seines 1788 unter dem Titel Voyage du Jeune Anacharsis en Grèce erschienenen großen Reiseromans, der das Griechenlandbild seiner Zeit entscheidend prägte. Hieran anknüpfend erschien von Wilhelm Walter 1845 der historische Roman Der Anacharsis des dreizehnten Jahrhunderts. Auch Karl Gutzkow setzte die literarische Tradition des jüngeren Anacharsis 1832 mit Reiseskizzen fort, die er unter dem Titel Aus dem Reisetagebuche des jüngsten Anacharsis im Morgenblatt für gebildete Stände, 1839 in seinem Skizzenbuch unter dem Titel Der jüngste Anacharsis veröffentlichte.
Inspiriert durch den Roman von Barthélémy nahm der preußische Baron Johann Baptist Cloots (1755–1794), begeisterter Anhänger der französischen Revolution, den Namen Anacharsis Cloots an. Diesen Namen wiederum erkor der Künstler Joseph Beuys zu seinem Alter Ego, was er durch die Verschmelzung ihrer beider Namen zu „JosephAnacharsis Clootsbeuys“ unterstrich.

## Ausgaben und Übersetzungen
- Bolko Fietz: Die Weisheit des Skythen. Gleichnisse und Gedanken des Nomadenprinzen Anacharsis. Mit Illustrationen von Alexander König. Vokal Verlag, Leipzig 2012, ISBN 978-3-9813036-6-7
- Georg Luck (Hrsg.): Die Weisheit der Hunde. Texte der antiken Kyniker in deutscher Übersetzung mit Erläuterungen (= Kröners Taschenausgabe. Band 484). Kröner, Stuttgart 1997, ISBN 3-520-48401-3, S. 287–291.
- Franz Heinrich Reuters (Hrsg.): Die Briefe des Anacharsis. Griechisch und deutsch. Akademie Verlag, Berlin 1963.